# Scopula anonyma
Scopula anonyma là một loài bướm đêm trong họ Geometridae.